# Катастрофа DC-7 в Дуале
Катастрофа DC-7 в Дуале — авиационная катастрофа пассажирского самолёта Douglas DC-7C шотландской авиакомпании Caledonian Airways, произошедшая в воскресенье 4 марта 1962 года близ Дуалы (Камерун). В катастрофе погибли 111 человек, что делает её крупнейшей в истории самолётов Douglas DC-7.

## Самолёт
Douglas DC-7C с серийным номером 45160 и заводским 754 был выпущен 10 января 1957 года на заводе Douglas Aircraft Company в Санта-Монике (Калифорния). Авиалайнер получил бортовой номер OO-SFD и был продан бельгийской государственной авиакомпании Sabena. Примерно в 1960 году он был взят в лизинг иранской авиакомпанией Persian Air Services, где получил бортовой номер EP-ADU. После возвращения в Sabena прежний бортовой номер OO-SFD был также возвращён. В ноябре 1961 года данный самолёт взяла в лизинг частная шотландская авиакомпания Caledonian Airways, базировавшаяся в Глазго. 29 ноября авиалайнер был перерегистрирован, в результате чего получил новый номер G-ARUD, а также имя Star of Robbie Burns (Звезда имени Робби Бёрнса). Для молодой Caledonian это был первый самолёт, взятый у Sabena.
Общий налёт авиалайнера составлял 14 548 часов 2 минуты, в том числе 583 часа в период работы в Caledonian Airways. Последний ремонт проводился в Sabena с 16 по 28 ноября 1961 года, то есть перед передачей в Caledonian. Также в прошлом самолёт уже участвовал в нескольких инцидентах, связанных с жёсткой посадкой, после чего проходил шесть специальных инспекторских проверок перед возвратом в строй. Последний такой случай произошёл ещё в октябре 1961 года, когда при посадке лопнули все четыре шины на основных стойках шасси. После проведения ремонта и необходимой проверки лайнер был вновь допущен к полётам.
Четыре поршневых двигателя были модели Wright R-3350. Воздушные винты имели втулки модели 34-E-60-395 и лопасти модели 7019-B-2 производства Hamilton Standard. Назначенный межремонтный ресурс двигателей составлял 1200 часов, а воздушных винтов — 3000 часов.
| №               | Заводской номер | Установлен на самолёт | Наработка           | Наработка             |
| №               | Заводской номер | Установлен на самолёт | КР                  | СНЭ                   |
| Двигатели       | Двигатели       | Двигатели             | Двигатели           | Двигатели             |
| --------------- | --------------- | --------------------- | ------------------- | --------------------- |
| 1               | 26015/01        | 1962                  | 267 часов 55 минут  | 9355 часов 55 минут   |
| 2               | 41523/02        | 1961                  | 1064 часа 53 минуты | 8580 часов 53 минуты  |
| 3               | 36231/08        | 1961                  | 956 часа 53 минуты  | 7931 час 53 минуты    |
| 4               | 83502/01        | 1962                  | 375 часов 53 минуты | 5319 часов 53 минуты  |
| Воздушные винты |                 |                       |                     |                       |
| 1               | 89802           | 1961                  | 390 часов 53 минуты | 11 902 часа 53 минуты |
| 2               | 21929           | 1961                  | 1583 часа 18 минут  | 11 125 часов 18 минут |
| 3               | 38831           | 1961                  | 956 часа 53 минуты  | 11 431 час 53 минуты  |
| 4               | 87015           | 1962                  | 267 часов 59 минут  | 12 068 часов 19 минут |

## Экипаж
Экипаж самолёта состоял из 10 человек и имел следующий состав:
- Командир воздушного судна — 41-летний Артур Уильямс (англ. Arthur Williams). Общий налёт 11 587 часов, в том числе 287 часов на DC-7. Налёт за последние 90 дней — 199 часов 35 минут.
- Второй пилот — 39-летний Ален Фрост (англ. Allen Frost). Общий налёт 10 249 часов, в том числе 227 часов на DC-7. Налёт за последние 90 дней — 185 часов 5 минут
- Третий пилот — 39-летний Джеральд Уолман (англ. Gerald Walman). Общий налёт 7187 часов 30 минут, в том числе 187 часов 30 минут на DC-7.
- Штурман — Фрэнсис Стронг (англ. Francis Strong).
- Бортинженеры:
  - Томас Макартур (англ. Thomas McArthur) — бортинженер первого класса, на DC-7 налёт 2772 часа.
  - Питер Дин (англ. Peter Deane) — бортинженер второго класса, на DC-7 налёт 242 часа.
  - Альберт Легг (англ. Albert Legg) — стажёр, на DC-7 налёт 28 часов.
- Стюардессы:
  - Эдит Типлэди (англ. Edith Tiplady) — старшая стюардесса,
  - Элизабет Бэрри (англ. Elizabetrh Barrie),
  - Рут Макферсон (англ. Ruth Macpherson).

Все члены экипажа характеризовались как достаточно опытные, а до Caledonian Airways они работали в авиакомпаниях BOAC, BKS, Silver City и American Airlines. Все они имели квалификацию для полётов на четырёх-двигательных самолётах. Точно определить расположение членов экипажа в момент взлёта невозможно, но наиболее вероятно, что в левом кресле (командира) сидел второй пилот Фрост, в правом кресле — командир Уильямс, на месте штурмана — Фрэнсис Стронг, а на месте бортинженера — Томас Макартур. Такое предположение базируется на том, что Фрост проходил повышение квалификации под присмотром Уильямса, а так как взлёт проходил ночью и с высокой загрузкой, то обязанности бортинженера исполнял Макартур, который был самым опытным, по сравнению с коллегами.

## Катастрофа
Самолёт выполнял чатерный международный рейс CA153/CA154 по круговому маршруту Люксембург — Хартум — Лоренсу-Маркиш — Дуала — Лиссабон — Люксембург. Из Люксембурга вылет был произведён 1 марта в 22:12, а уже 2 марта в 07:57 лайнер приземлился в аэропорту Хартум (Судан). Здесь стоянка составила около часа, после чего в 09:05 «Дуглас» поднялся в воздух и ровно через десять часов в 19:05 того же дня приземлился в аэропорту Лоренсу-Маркиш (Португальская колония Мозамбик). Здесь стоянка составила уже чуть более полутора суток, что позволяло экипажу как следует отдохнуть. 4 марта в 08:00 самолёт вылетел из Лоренсу-Маркиша и в 16:45 приземлился в аэропорту Дуалы (Камерун). До этого полёты по маршруту проходили без отклонений.

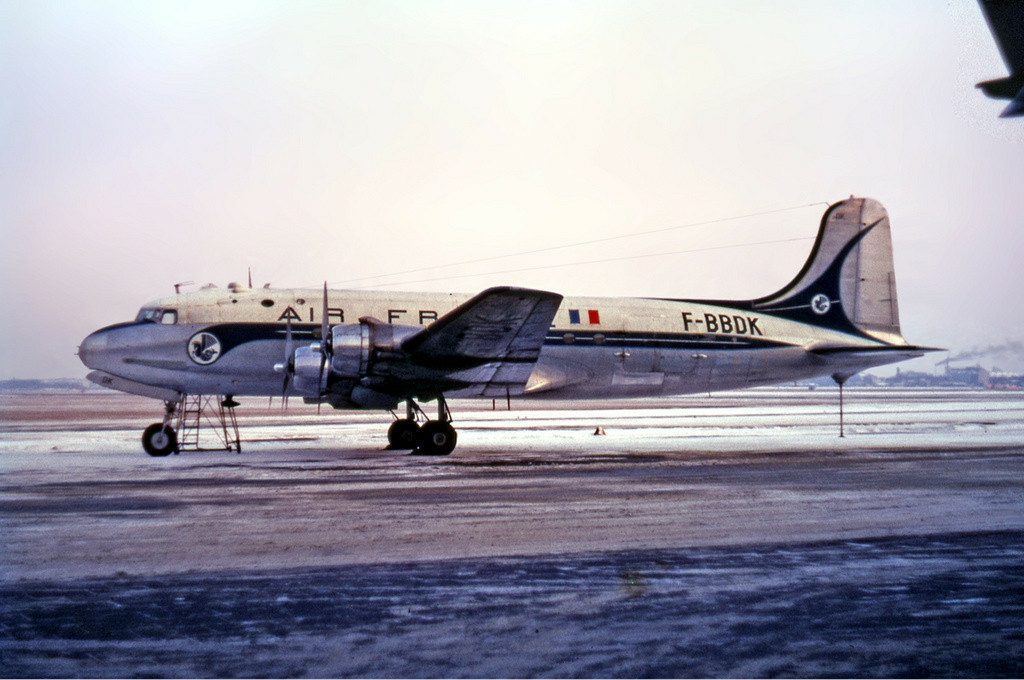
Douglas DC-4 борт F-BBDK в 1964 году

Всего на борту находились 101 пассажир и 10 членов экипажа. В Дуале имелась достаточно длинная взлётно-посадочная полоса 12/30 протяжённостью 2850 метров. Экипаж выбрал полосу 12 для взлёта в юго-юго-восточном направлении. К тому времени уже стояла тёмная безлунная ночь, так как закат был в 17:35, а вечерние сумерки закончились в 17:56. В 18:02 были запущены двигатели, а в 18:05 самолёт отъехал от перрона и направился к началу полосы 12. По указанию диспетчера рейс 153 задержался у предварительного старта примерно на 7 минут, так как в 18:13 в аэропорту приземлился Douglas DC-4 борт F-BBDK авиакомпании Air Afrique. На небе в это время стояла переменная облачность высотой от 400 метров, влажность 79 %, ветер слабый северо-западный (5 узлов 290°), температура воздуха 28,8° C. По сообщению экипажа африканского DC-4, к юго-востоку от аэропорта наблюдались кучево-дождевые (грозовые) облака, хотя небо над аэродромом и зоне посадки на полосу 30 (взлёта с полосы 12) было чистым. DC-7 занял исполнительный старт в начале полосы 12, после чего диспетчер услышал увеличение оборотов двигателя, что производилось для очистки свечей зажигания и двигателей после продолжительной работы на холостом ходу. Подготовка двигателей заняла несколько минут, после чего в 18:20 рейс 153 выполнил взлёт. Диспетчер наблюдал за взлётом, а в ходе расследования сообщил, что взлёт выполнялся с выключенными посадочными фарами, при этом длина разбега по полосе составила 2400 метров.
Согласно показаниям диспетчера, самолёт поднимался медленно, а вскоре были видны только его навигационные огни на малой высоте, которые затем скрылись за деревьями, а через пять секунд небо осветила яркая вспышка. Летя в полной темноте, самолёт подошёл к границе джунглей, после чего в 2040 метрах от торца полосы 30 (2500 метров от точки взлёта) и в 405 метрах левее продолжения её оси, на высоте 22 метров над уровнем её торца врезался в дерево диаметром около 20 см. Экипаж попытался уклониться от джунглей, но через 72 метра «Дуглас» врезался левой плоскостью крыла в ещё два дерева. Теряя высоту и входя в левый крен, «Дуглас» пролетел ещё 130 метров, после чего в 18:21 под углом 21° врезался в левый берег протекающего через джунгли ручья (приток реки Вури), и взорвался. Вытекшие из баков топливо и масло разлились по поверхности воды и загорелись. Выступающая над водой часть самолёта была уничтожена пожаром, а все 111 человек на борту погибли. Это крупнейшая катастрофа в истории самолётов DC-7, а на тот момент также была крупнейшей авиакатастрофой в Камеруне (в настоящее время — вторая).

## Расследование
Камерун стал независимым государством всего за пару лет до авиакатастрофы в Дуале, а ранее его восточная часть была одной из колоний Франции. В связи с этим расследование причин катастрофы было решено проводить в Париже, хотя авиакомпания и была из Великобритании. Изучение обломков значительно осложняло расположение места падения — болото с мангровыми зарослями, из-за чего технику было невозможно использовать. К тому же в основном работы по извлечению обломков производились во время отлива.

### Навигационные документы
В ходе расследования было установлено, что на документах, выпущенных Агентством по безопасности аэронавигации в Африке, а также Jeppesen, из всех препятствий вблизи Дуальского аэродрома указан только курсовой радиомаяк. Эти документы были и на борту G-ARUD. Но в данном регионе также выполняла полёты и французская авиакомпания Air France, и вот на её картах данного аэродрома были указаны ещё и высокие деревья примерно в конце взлётно-посадочной полосы..

### Загрузка самолёта
Изучая лист погрузки, следователи обнаружили, что экипаж не учёл запасы масла в мотогондолах, а это 762 кг, а также упустил из виду 765 литров или 530 кг топлива. Также вес пассажиров был фактически на 37 кг выше, а запас запчастей при этом на 10 кг ниже, чем в документах. Заодно не был рассчитан расход топлива на руление по аэродрому и разбег по полосе. По оценке комиссии, топлива на это было израсходовано 179 кг. Таким образом, фактический вес DC-7 в момент взлёта был на 1140 кг выше, чем было указано в документах по погрузке. На основании этих данных была определена центровка самолёта, которая составила 29,5 %, при рекомендуемой 32,5 % для вылета данного самолёта из Дуалы.

### Обломки
По изучению обломков были сделаны следующие выводы:
Фюзеляж
Разрушился при столкновении с деревьями и при падении в ручей. Пожара в полёте не было, так как затонувшие части практически не имели следов пожара.
Двигатели
Отказов или пожара в полёте не было.
Воздушные винты
Разрушения в полёте не было, лишь винт № 2 (левый внутренний) отделился при столкновении с деревьями.
Шасси
В момент катастрофы были убраны и зафиксированы.
Закрылки
При столкновении с деревьями отделились от крыльев. Проведённые позже во Франции исследования показали, что в момент катастрофы закрылки были убраны. Хотя рычаг закрылков в кабине был установлен на положение 10°, по мнению комиссии, ситуация развивалась столь скоротечно, что закрылки ещё не успели выпуститься.
Руль направления
Был сильно повреждён огнём, вероятно возникшим после столкновения с землёй. Отдельные части руля были обнаружены среди деревьев.
Рули высоты
Были повреждены, но проведённые исследования позволили установить, что пружинный механизм правого руля высоты находился в заклиненном состоянии. До этого уже был случай 7 апреля 1961 года, когда DC-7C голландской авиакомпании KLM (борт PH-DSL) был вынужден прервать взлёт также из-за заклинивания правого руля высоты. По результатам того инцидента фирмой-изготовителем был выпущен отчёт, который, однако, не требовал проверки данного механизма на всех DC-7. Также были проведены тестовые полёты по проверке влияния заклинивания одного из рулей высоты на управление самолётом.
Электрическая система
На изоляции отсутствовали признаки горения, нарушения целостности либо электрической дуги. Диспетчер аэропорта подтвердил, что все огни самолёта горели вплоть до столкновения с землёй. На основании этого комиссия пришла к мнению, что в электросистеме не было отказов или возгораний, которые могли бы привести к катастрофе.
Приборная панель
Трубки Пито оказались разрушены, либо забиты корой деревьев. Указатель воздушной скорости и авиагоризонт были разрушены и забиты речным песком, поэтому узнать их показания или проверить работоспособность было невозможно. Органы управления были сильно повреждены, либо их могли сместить в период работ по разбору обломков, поэтому узнать их точное положение также оказалось невозможно.
Огнетушители
Огнетушители всех очередей были полностью опустошены, но они могли опустеть из-за разрушения после ряда столкновений. Поэтому нельзя точно определить, активировали пилоты систему пожаротушения до столкновения. Переносной огнетушитель в кабине находился на своём месте и не был использован.
Топливо
Образцы топлива, взятые в аэропорту Дуала, показали, что оно соответствует нормам и не могло привести к катастрофе. На самом месте катастрофы топлива было найдено совсем немного, а собранные образцы не хранились как следует и вскоре испарились, из-за чего все необходимые тесты по проверке топлива на борту провести не удалось. Те немногие тесты, что были проведены, также показали, что топливо не являлось причиной катастрофы.

### Отклонённые версии
На основании проведённых исследований и тестов комиссия отклонила следующие версии о причинах катастрофы:
- Диверсия
- Отказ одного или нескольких двигателей
- Флаттер управляющих поверхностей
- Нарушение в работе шасси — носовое и правое основное шасси были найдены в убранном и зафиксированном положении
- Нарушение в работе закрылков — все закрылки в момент удара были убраны
- Разрушение конструкции — никаких обломков до столкновения с деревьями найдено не было
- Отказ прибора (-ов) — хотя точно определить показания приборов в момент катастрофы комиссия не смогла, но не было найдено никаких признаков, что имел место отказ одного или нескольких приборов
- Отказ в электросистеме — признаков какого-либо отказа найдено не было, хотя исключать эту версию полностью комиссия не стала
- Инцидент в кабине — версия, что кому-то из пилотов стало плохо или он потерял работоспособность, слишком маловероятна, но и её комиссия также не стала полностью исключать.
- Усталость экипажа — графики работы и отдыха членов экипажа за последние 7 и 30 дней показали, что экипаж достаточно отдохнул перед полётом.
- Нарушение загрузки — несмотря на фактический перегруз в 1040 кг, вес лайнера всё равно находился в пределах нормы, а скорости V2 (скорость отрыва от земли) для массы по факту и по документам составляют соответственно 126 и 124,6 узла, то есть отличие настолько мало, что не могло привести к катастрофе.

### Отклонения в пилотировании
Хотя все системы самолёта работали исправно, в ходе расследования был отмечен ряд отклонений в работе экипажа:
- Неиспользование посадочных огней — не было найдено никакого объяснения, почему экипаж при взлёте не включил посадочные огни. В изданном авиакомпанией руководстве, однако, допускалось неиспользование данных огней, если они мешают экипажу, например, в туман.
- Отклонение с курса взлёта — на момент первого столкновения с деревьями самолёт отклонился на 405 метров влево от продолжения оси полосы или на 9°. Даже если экипаж не принимал поправку на боковой ветер, отклонение не могло превысить 2°.
- Разница между положением закрылков и рычага управления ими — рычаг в кабине был установлен на 10°, тогда как закрылки были полностью убраны. То, что закрылки были убраны, можно объяснить только достижением скорости в 141 узел, так как согласно руководству, изданному в авиакомпании Sabena и которое использовали пилоты Caledonian Airways, полная уборка производится лишь при скорости V2+15 (126+15=141). При этом в руководстве также было оговорено, чтобы при полётах в ночное время полностью закрылки убирались лишь при достижении высоты 400 футов (122 метра).
- Малая высота полёта — столкновение с деревьями произошло на высоте 72 фута (22 метра) и при этом в 16 тысячах футов (4900 метров) от точки отрыва от земли. Даже если бы ещё в момент пробега по полосе на скорости выше V1 (скорость принятия решения) отказал один из двигателей, самолёт всё равно в точке удара был бы на 300 футов выше. Максимальную высоту полёта установить не удалось, а потому неизвестно, летел самолёт горизонтально до удара о деревья, либо произошла потеря высоты.

Согласно показаниям двух очевидцев на вышке аэропорта — диспетчера и дежурного электрика — пробег самолёта по полосе был слишком долгим, хотя они и не смогли его точно оценить. Среди причин такого долгого пробега могли быть отказ одного из двигателей, чрезмерно высокий угол выпуска закрылков (создаётся момент на пикирование), проблемы с началом отрыва носовой стойки, а также намеренное достижение скорости более высокой, нежели V2. Последний вариант достаточно часто применялся при взлёте на малонагруженном самолёте, так как в этом случае повышается управляемость из-за большего запаса относительно Vmca (минимальная воздушная скорость для управления самолётом). Но в случае с рейсом 153 производился взлёт почти полностью загруженного самолёта и при выпущенных на 10° закрылках, поэтому последний вариант был отклонён. Варианты об отказе двигателя и о высоком угле выпуска закрылков в ходе расследования также были отклонены. Таким образом оставался только вариант о сложности выполнения процедуры по подъёму передней стойки. Исследования не нашли подтверждения, что это могло быть вызвано задымлением или пожаром в кабине, отказом в электроцепях или отвлечение на ложные признаки пожара. В то же время проведённые во Франции испытания показали, что эту задержку могло вызвать заклинивание пружинного механизма правого руля высоты. Дело в том, что в последнем случае пилотам для подъёма передней стойки шасси надо тянуть на себя штурвальную колонку с усилием 40—45 кгс, тогда как обычно на это требуется усилие в 10—14 кгс (может отличаться в зависимости от центровки и веса самолёта). Экипаж мог оказаться не готов к такому увеличению сопротивления от штурвала, что и привело к задержке.

## Причины
26 июля 1963 года французская комиссия в Париже выпустила отчёт по катастрофе рейса 153, в котором указала, что не может точно определить причину катастрофы. Есть лишь версия, что её могло вызвать заклинивание пружинного механизма рулей высоты, что потребовало увеличения прикладываемых к штурвалу усилий. Не готовый к такому экипаж мог затянуть пробег по полосе, а после уборки закрылков произошла потеря высоты. Был ли на борту отказ какого-либо из приборов и могло ли это привести к катастрофе, комиссия также не смогла установить в виду полного разрушения приборов.
Среди рекомендаций комиссия отметила скорейшую модернизацию пружинного механизма рулей на всех самолётах DC-7, обязательное применение бортовых самописцев на всех многодвигательных самолётах, внедрение в аэропорту Дуалы дополнительных огней в районе выходного радиомаяка, а также посоветовала построить дополнительные дороги для улучшения транспортной ситуации в регионе.

### Комментарии
1. ↑  Здесь и далее указано Среднее время по Гринвичу (GMT).